# ویلیامزبرگ (کنتاکی)
ویلیامزبرگ (به انگلیسی: Williamsburg) شهری در ایالت کنتاکی کشور ایالات متحده آمریکا است که جمعیت آن در سرشماری سال ۲۰۱۰ میلادی، ۵٬۲۴۵ نفر بوده‌است.